# Ірвінг Ленгмюр
Ірвінг Ленгмюр (англ. Irving Langmuir; 31 січня 1881, Нью-Йорк — 16 серпня 1957, Вудс-Хол, Массачусетс) — американський хімік, лауреат Нобелівської премії з хімії в 1932 році «за відкриття і дослідження в галузі хімії поверхневих явищ».

## З творчої біографії
Ірвінг Ленгмюр народився 31 січня 1881 р. у Брукліні (США), там і отримав початкову освіту. Коли йому було 11 років, сім'я переїхала до Франції. Там Ірвінг продовжив навчання в одному з паризьких пансіонів. Уже в цьому віці він відрізнявся здібністю з великою енергією віддаватися улюбленій справі. Після трирічного перебування у Франції сім'я Ленгмюрів повернулася до США.
Ірвінг вчився спочатку в академії Чеснат Хілл у Філадельфії, згодом в інституті Пратта у Брукліні, а потім — у гірничій школі при Колумбійському університеті. У 1903 Ленгмюр отримав диплом гірничого інженера. І ось він знову в Європі — навчається у Геттінгенському університеті (Німеччина) у професора В. Нернста й у 1906 стає доктором фізики. До 1909 р. Ленгмюр викладав хімію у технологічному інституті Стівенса у Хобокені, а потім вступив до дослідницької лабораторії «General Electric», де згодом став заступником директора. Все подальше життя й робота Ленгмюра були пов'язані з цією лабораторією.
Ленгмюр відзначався надзвичайною науковою активністю. Щоденник був з ним постійно, у ньому він робив записи та позначки, що становили собою детальні розробки його досліджень, записи розрахунків, теорій, ідей. За 37 років роботи у лабораторії ним було написано 54 щоденники по 330 сторінок кожний. Ленгмюром подано 138 заяв на винаходи, 63 з них запатентовані, багато мали важливе значення у практиці (конденсаційний насос, покриття торієм вольфрамової нитки, електрична дуга з сітковим керуванням та ін.).
Ірвінг Ленгмюр становив собою дійсно геніальне поєднання широкого наукового світогляду та широких наукових інтересів з високою майстерністю та інтуїцією експериментатора. Ось чому його ім'я збереглось і буде збережене в історії науки у зв'язку з найістотнішими питаннями науки та з низкою технічних застосувань її, та у повсякденному лабораторному вжитку. При всьому цьому йому був властивий саме хімічний метод мислення, за допомогою хімічного підходу вирішувались найрізноманітніші питання, а теорії, що він висував, носили назву хімічних, навіть коли вони відображали чисто фізичні явища.
Загалом роботи Ленгмюра у той чи іншій мірі виражали те коло питань, якими він займався як науковий керівник великої промислової дослідницької лабораторії першої третини XX століття. У зв'язку з цим ним було досліджено низку чисто фізичних процесів. Захоплення альпінізмом та лижами викликало у Ленгмюра зацікавленість метеорологією та призвело до вивчення питань створення штучного дощу та снігопаду і спроби пояснення механізмів живої природи.
Ленгмюр волів працювати з невеликою кількістю працівників, хоч обсяг експериментальних досліджень, що він проводив, був досить великий. Доступність та уважність до людей, щиросердя, прямота й цілеспрямованість — ось якості притаманні Ленгмюру.

## Нагороди
Ірвінг Ленгмюр удостоєний багатьох наукових нагород: лауреат Нобелівської премії з хімії 1932 р. за відкриття та дослідження у галузі хімії поверхневих явищ, лауреат премії Румфорда, Франкліна, Фарадея та ін., а також почесний член низки університетів і академій світу, президент Американського хімічного товариства та Американської асоціації з успіхів науки.
Помер Ірвінг Ленгмюр 16 серпня 1957 року.